# Tomoko Yoneda
Tomoko Yoneda (Akashi (Hyogo), Japón, 1965) es una fotógrafa japonesa. Su obra ha sido expuesta internacionalmente y se encuentra en colecciones de instituciones y museos de todo el mundo.

## Biografía
Tomoko Yoneda nació y se crio en Japón. Se trasladó a Estados Unidos siendo muy joven y se matriculó en la Universidad de Illinois en Chicago, donde se graduó en fotografía en 1989. Allí entró en contacto con la escuela de fotografía New Bauhaus. Más tarde se trasladó a Londres para estudiar en el Royal College of Art, en el que obtuvo un máster en fotografía en 1991. Desde entonces vive en Londres y Helsinki, trabaja y expone en distintos países del mundo como Estados Unidos, Rusia, China o Japón.

## Trayectoria
Para Yoneda cada uno de sus proyectos entraña un proceso de planificación de ir a un lugar y fotografiarlo. Antes de comenzar la producción de una serie, elige un tema, como puede ser la recuperación del pasado o la condición humana. Lo estudia a fondo durante un largo periodo de tiempo y luego decide el lugar que va a fotografiar para llevarlo a cabo. La duración de algunos de sus proyecto se puede prolongar a lo largo de los años.
Sus series están compuestas por retratos de paisajes e interiores de edificios vacíos que evocan el espíritu de acontecimientos pasados, muchas veces asociados a las guerras. Los temas principales de sus obras son la memoria y cómo la historia, tanto personal como política, define el presente, según ella misma explica: "Me interesa la historia, que se construye con la suma de la memoria de las personas y nos lleva a la imaginación. Hago fotos no solo porque me atrae la forma de un sujeto, sino también porque quiero expresar un hecho psicológico único y oculto. Más allá de la imagen visual".
Entre sus principales series fotográficas se encuentran Entre lo visible y lo invisible (1998), Escenario (2000), Más allá de la memoria y de la incertidumbre (2003), La vida paralela de los otros (2008), Japanese house (2010) o la más reciente El sueño de las manzanas (2019-2020), sobre la Guerra civil española y la figura de Federico García Lorca, encargada por la Fundación Mapfre para la muestra celebrada en esta sala en febrero de 2021.

## Exposiciones individuales
- 2021: Tomoko Yoneda, Fundación Mapfre, Madrid.[4][5]
- 2015: Beyond Memory, Grimaldi Gavin, Londres.[6]
- 2013-14: We shall meet in place where there is no darkness, Tokyo Metropolitan Photography, Japón; Himeji City Museum of Art, Himeji, Japón.
- 2011: Casa japonesa, ShugoArts, Tokio.[7]
- 2009: Los ríos se convierten en océanos, ShugoArts, Tokio.[5]
- 2009: Más allá de la memoria y la incertidumbre, Sage Paris, París.
- 2008: Un final es un principio, Hara Museum of Contemporary Art.[8]
- 2006: Obras monocromas 1996-2003, ShugoArts, Tokio.[2]
- 2005: Una década después, Museo de Arte e Historia, Ashiya (Hyogo)
- 2005: After Amnesia: Escenas de conflicto que han olvidado su pasado, Daiwa Foundation, Londres.
- 2005: Después del deshielo, ShugoArts, Tokio.
- 2003: Scene - Collective Forgetting, Zelda Cheatle Gallery, Londres.
- 2003: Más allá de la memoria y la incertidumbre, Galería Shiseido, Tokio.[9]
- 2000: Tomoko Yoneda, Galería Zelda Cheatle, Londres.
- 2000: Entre lo visible y lo invisible, Salón Zeit-Foto, Tokio.
- 1999: Luminaria, Sala, Gentilly, Francia.
- 1997: Analogía topográfica, Salón Zeit-Foto, Tokio.

## Libros
- After the Thaw, Tomoko Yoneda, AKAAKA Art Publishing, Inc., Kyoto, 2014. ISBN: 978-4-86541-016-7.
- We shall meet in place where there is no darkness, Tomoko Yoneda, Tokyo Photographic Art Museum / Heibonsha Ltd., Tokyo, 2013. ISBN-13: 978-4582206722.
- An End is A Beginning, Tomoko Yoneda, Hara Museum of Contemporary Art, Tokyo, 2008. ISBN 10: 4904458001/ISBN- 13: 9784904458006.
- Between visible, Tomoko Yoneda, Nazraeri Press, 2004. ISBN 10-1590050452, ISBN-13: 978-1590050453.

## Obra en colecciones
- Museum of Fine Arts, Houston.
- The Japan Foundation, Tokio.
- Tokyo Metropolitan Museum of Photography, Tokio.
- Maison Européenne de la Photographie, Paris.
- Shiseido Art House, Kakegawa.
- Joy of Giving Something, Inc., Nueva York.
- The Victoria and Albert Museum, Londres.
- The British Council, Londres.
- Princeton University, New Jersey.
- Ashiya City Museum of Arts and History, Ashiya.
- Yokohama Museum of Art, Yokohama.
- The National Museum of Art, Osaka.
- UBS Bank Art Collection, Londres.
- NLI Research Institute, Tokio.
- Toyota Motor Corporation, Toyota.
- Mori Art Museum, Tokio.
- The University of Chicago, Chicago.
- Hara Museum of Contemporary Art, Tokio.
- Shanghai Art Museum, Shanghai.
- Museum Haus Kasuya, Kanagawa.
- Hyogo Prefectural Museum of Art, Kobe.
- Kadist Art Foundation, Paris y San Francisco.
- Queensland Art Gallery, Brisbane.
- Amana Holdings inc., Tokio.
- Himeji City Museum of Art, Himeji.